# Романовський Дмитро Леонідович
Дмитро Леонідович Романовський (1861 — 19 лютого 1921, Кисловодськ) — російський терапевт, гематолог, мікробіолог та інфекціоніст, доктор медицини, відомий створенням методу фарбування найпростіших та клітин крові.

## Біографія
Народився в 1861 році, в Псковській губернії, з міщан. У 1880 році вступив до Санкт-Петербурзького університету на природне відділення фізико-математичного факультету, де пройшов два курси, а в 1882 році був прийнятий на «підготовчий» курс Військово-медичної академії, яку закінчив із відзнакою в 1886 році.
30 листопада 1886 року його призначено молодшим ординатором Іваногородського військового госпіталю, а 31 грудня того ж року переведено молодшим лікарем у Ревельский місцевий лазарет, де він працював до кінця вересня 1889 року в терапевтичному відділенні. У вересні 1889 року його прикомандировано до Петербурзького Миколаївського військового госпіталю, де він працював спочатку при клінічному відділенні професора М. І. Афанасьєва, а з травня 1890 року завідував очним відділенням госпіталю.
1891 року захистив дисертацію на ступінь доктора медицини «До питання о паразитології та терапії болотної гарячки», де описав морфологічні особливості малярійного плазмодія та лікування малярії хініном.
З 1908 року і до кінця життя Романовський був професором Клінічного інституту удосконалення лікарів у Петербурзі. Помер 19 лютого 1921 року в Кисловодську від серцевого нападу.

## Метод фарбування
Пріоритет використання фарби з метиленового синього і еозину для дослідження препаратів крові та паразитів крові належить Чеславу Івановичу Хенцинському — військовому лікарю і прозектору Одеської міської лікарні, який у 1889 році застосував для фарбування мазків крові та кров'яних паразитів метиленовий синій у поєднанні з еозином. Хенцинський спочатку використовував послідовне подвійне забарвлення насиченим водним розчином метиленового синього, розведеним наполовину дистильованою водою, і спиртовим розчином еозину (0,5 г еозину, 60 г етанолу і 40 г води). Згодом він став використовувати суміш рівних обсягів цих розчинів, фарбування наступало через 4-5 хв. У результаті виходило двоколірне забарвлення: еритроцити забарвлювалися в рожевий колір, малярійні плазмодії — в блакитний колір і були чітко видні на тлі еритроцитів. Також у блакитний колір зафарбовувалися ядра лейкоцитів.
Однак, двоколірне забарвлення не дозволяло виявляти особливості будови малярійних плазмодіїв, зокрема, не виявлялося ядро цього найпростішого, недостатньо добре виявлялися й особливості морфології клітин крові. Це спонукало Д. Л. Романовського модернізувати методику. Вибір барвників був зроблений на основі робіт Ч. І. Хенцинського. У своїй дисертації він зазначив, що використав теорію Пауля Ерліха, якій помітив, що ядра більшості клітим фарбуються головною мірою основними і нейтральними фарбами. Романовський став шукати нейтральні комбінації між метиленовим синім і еозином. Шляхом численних дослідів він знайшов, що якщо змішувати профільтровані водні розчини метиленового синього і еозину, то настає момент, коли, при надлишку останнього, випадає нерозчинний у суміші осад, причому сама суміш набуває фіолетового відтінку. Підшукуючи постійні об'ємні кількості для конкретних розчинів, він виявив, що осадок починає чітко з'являтися при змішуванні однієї частинки концентрованого розчину метиленового синього та двох чашок 1 % водного розчину еозину. Романовський спостеріг, що суміш у цей момент володіла сильною забарвлюючою здатністю, особливо ядра добре фарбувалися ядра, причому фарба не втрачала своєї виборчої здібності; але, крім зазначених фарб, в суміші виходила якась третя фарба, яка мала абсолютно особливий колір і найбільшу спорідненість до ядер, точніше до їхньої хроматинової мережі. Тут Романовський вказав на наявність (або появу) в суміші третьої фарби. Тепер відомо, що це азур В — продукт окислення метиленового синього, а ядра вона забарвлює в червоно-фіолетовий колір у поєднанні з еозином. Наразі очевидно, що «третя фарба» початково містилася в розчині витриманого метиленового синього.
Надалі він встановив, що початок випадіння осаду (час найбільшою здатності суміші фарбувати ядра) пізнається наступним простим способом, для практики необхідним, тому що тодішні фарби різних фірм не однакові, в чому він переконалися численними дослідами. У градуйований (на 10 куб. см) скляний циліндр він наливав розчин метиленового синього (2 куб. см) і до нього обережно приливав розчин еозину. Спочатку суміш залишалася темно-синьою, але коли наставала нейтралізація, після додавання еозину, він переставав цілком змішуватися з метиленовим синім і залишався над поверхнею суміші у вигляді прозорого шару. Невеликий надлишок еозину, втім, не шкодив фарбуванню. Отримана таким чином суміш фарб ретельно розмішувалася скляною паличкою, але не фільтрувалася, тому що при фільтрації чомусь втрачалася вибіркова фарбувальна здатність.
Найкраще метиленовий синій починав фарбувати, коли на поверхні розчину з'являлася цвіль, що було видно по білому нальоту на поверхні. Романовський мав постійно велику пляшку з насиченим до осаду розчином метиленового синього, у міру зменшення якого доливав води, збовтував і, давши відстоятися, відфільтровував для вживання. Він також помітив, що старий розчин метиленового синього для свого насичення вимагає менше еозину, а тому він хоч раз у два місяці повторював пробу на початок випадання осаду, і вже через 9 місяців перший обсяг синього вимагав вже не 2, а тільки 1,5 обсягу еозину.
Про результати своїх досліджень він написав:
|  | У моїх препаратах я отримую завжди наступну картину: червоні кульки (еритроцити) пофарбовані в рожевий колір, протоплазма еозинофілів — в насичено рожевий, (плазмодії) малярії і протоплазма лімфоцитів — у світло-синій, кров'яні пластинки (тромбоцити) і ядра білих кульок (лейкоцити) — в темно-фіолетовий, ядра чужеядних (плазмодії малярії) — в пурпурово-фіолетовий, протоплазма лейкоцитів у слабо-фіолетовий, до чого можна бачити перехідні кольору від світлосиньої протоплазми лімфоцитів до фіолетової лейкоцитів. |

Деякі науковці вважають, що Дмитрій Романовський є першим науковцем, що обґрунтував підходи до того лікування, яке зараз називають хіміотерапією і на кілька років випередив Пауля Ерліха.
Наприкінці XX століття з'явилися статті, в яких пріоритет Романовського було поставлено під сумнів. Однак аналіз хроніки публікацій Романовського стосовно проблеми фарбування свідчить, що він випередив своїм описом інших дослідників, що підтверджується й тим, що Гімза, який удосконалив методику Романовського, описав це як метод Романовського — Гімзи.

## Основні наукові твори
- «Квопросу о строении чужеядных малярии», Врачъ, 1890 г., № 52, 1171—1173.
- «К вопросу о паразитологии и терапии болотной лихорадки», СПб, 1891 г. 118 с. Дисертація на ступінь доктора медицини
- «О специфическом действии хинина при болотной лихарадке» Врачъ, 1891 г., № 18, 438—440.
- Romanowsky, D. L. 1891. Zur Frage der Parasitologie und Therapie der Malaria. St.Petersburg Med. Wochenschr. 16: № 34, 297—302; № 35, 307—316 (нім.)